# Alexander Nasmyth
Alexander Nasmyth, född den 9 september 1758 i Edinburgh, död där den 10 april 1840, var en skotsk målare. Han var far till Patrick och James Nasmyth. 

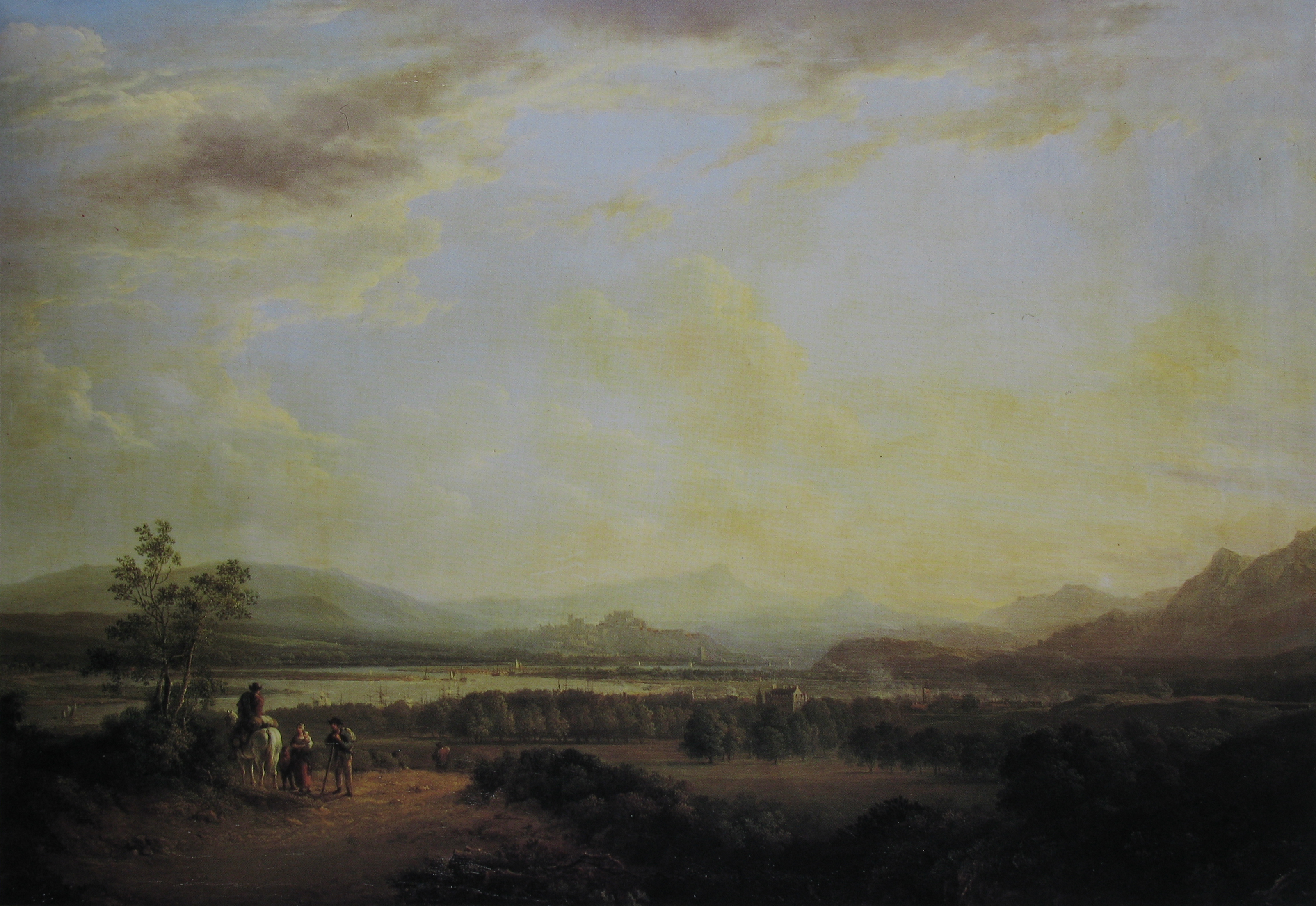
Alexander Nasmyth, Staden Stirling vid floden Forth.

Nasmyth studerade i London och Italien. Han målade porträtt, men har sin huvudsakliga betydelse genom sina landskap. Han utbildade en mängd lärjungar och kan betraktas som den skotska landskapsskolans grundläggare. Nasmyth är representerad i nationalgallerierna i London och Edinburgh.